# Harald Heinze (Politiker, 1958)
Harald Heinze (* 1958 in Lauchhammer) ist ein deutscher Politiker (DVU). Er war im Jahr 2009 für zwei Monate Abgeordneter des Landtages Brandenburg.

## Leben
Heinze absolvierte von 1974 bis 1976 eine Berufsausbildung zum Wirtschaftskaufmann. Es folgte 1978 das Studium der Ingenieurökonomie an der Fachhochschule Roßwein (Sachsen), das er 1981 als Ingenieur-Ökonom des Schwermaschinenbaus erfolgreich abschloss. Anschließend war er als Vertriebsingenieur tätig, bevor er sich schließlich 1992 selbständig machte. Ab 2003 arbeitete er als Referent in der DVU-Fraktion im Landtag Brandenburg.
Er ist verheiratet und hat ein Kind.

## Politik
Heinze war seit 2001 Mitglied der DVU und war von Oktober 2008 bis Oktober 2009 auch Abgeordneter für die DVU im Kreistag Oberspreewald-Lausitz. Am 1. September 2009 rückte er für den verstorbenen Landtagsabgeordneten Sigmar-Peter Schuldt nach und war bis zum Ende der Legislaturperiode im Oktober 2009 Mitglied des Landtages Brandenburg. Dort war er Mitglied im Ausschuss für Wirtschaft sowie im Wahlprüfungsausschuss.